# Nashtifan
Nashtīfān (farsi نشتیفان) è una città dello shahrestān di Khvaf, circoscrizione Centrale, nella provincia del Razavi Khorasan in Iran. Aveva, nel 2006, una popolazione di 6.547 abitanti. Si trova nella parte meridionale della provincia, a sud di Khvaf.
Celebre per i suoi millenari mulini a vento ad asse verticale con pale in legno e strutture ricoperte di fango.

Asbaad Iran Nashtifan